# Hadjina opacaria
Hadjina opacaria är en fjärilsart som beskrevs av Swinhoe 1890. Hadjina opacaria ingår i släktet Hadjina och familjen nattflyn. Inga underarter finns listade i Catalogue of Life.